# Dobronín
Dobronín (německy Dobrenz) je obec v okrese Jihlava v Kraji Vysočina. Leží zhruba 11 km severo-severovýchodně od Jihlavy v průměrné nadmořské výšce 475 metrů na dvou katastrálních územích Dobronín a Střelecká. Žije zde přibližně 1 900 obyvatel. První zmínka pochází z roku 1351. Majitelé vesnice se často střídali, ves patřila například městu Jihlava, dále Lichtenburkům, Trčkům z Lípy a dalším šlechtickým rodům. Na konci 19. století zde polenský podnikatel Jaroslav Pittner založil sklárny a parostrojní cihelnu. Po osvobození Dobronína Rudou armádou v druhé polovině května 1945 se zde odehrála masová vražda celkem třinácti československých obyvatel německé národnosti. Dne 14. prosince 1948 Zemský národní výbor rozhodl o sloučení obcí Dobronín a Německý Šicndorf do jednoho celku pod názvem Svobodín, v roce 1960 byl název změněn na Dobronín. Případ Budínka vyplul napovrch až na počátku 21. století, kdy Policie ČR na louce Budínka a u železničního viaduktu nalezla ostatky třinácti osob.
Nachází se v Hornosázavské pahorkatině na Zlatém potoce, do kterého se zde vlévají potoky Ždírecký, Mlýnský, Zvonějovský a Filipovský. Na návsi se rozkládá Návesní rybník, v severní části obce na Zlatém potoce největší místní rybník, Valchař. Dobronínem prochází silnice druhé třídy č. 348 a železniční trať číslo 225. V obci sídlí základní a mateřská škola, zdravotní středisko, veřejná knihovna a úřadovna České pošty. U silnice na Štoky za obcí stojí mariánská kaple, která byla prohlášena kulturní památkou ČR.

## Název
Český název je odvozen od osobního jména Dobroň, přípona „-ín“ symbolizuje přivlastňování. Lidová varianta tohoto názvu, Dobrodín, vznikla v 16. století, a pochází ze slova dobrodiní. Německé označení Dobrenz se vyvinulo z genitivu Dobroň-s (či též Dobrans), který se analogií na místní název nedalekého Ždírce, Seelenz, změnilo na Dobrenz. Vývoj názvu přechází od označení Dobrans, které se objevuje v první zmínce o obci roku 1351, přes Dobronyn (1410), Dobronytz (1411), Dobronin (1468), Dobrans (1493), Dobronín (1501), Dobrodinie (1536), Dobronin (1543), Dobroninie (1597), Dobronín a Dobrans (1654), Dobrenz (1787), Dobrenz a Dobrodjn (1843). V letech 1854–1923 se český a německý název ustálil na variantách Dobronín a Dobrenz. V letech 1869-1921 nesla obec název Dobrodín. Po sloučení s Německým Šicndorfem 14. prosince 1948 obec užívala název Svobodín, ten 8. ledna 1950 ministerstvo vnitra změnilo na úřední název Dobronín–Střelecká. K pojmenování Dobronín se obec vrátila v roce 1960.

## Historie

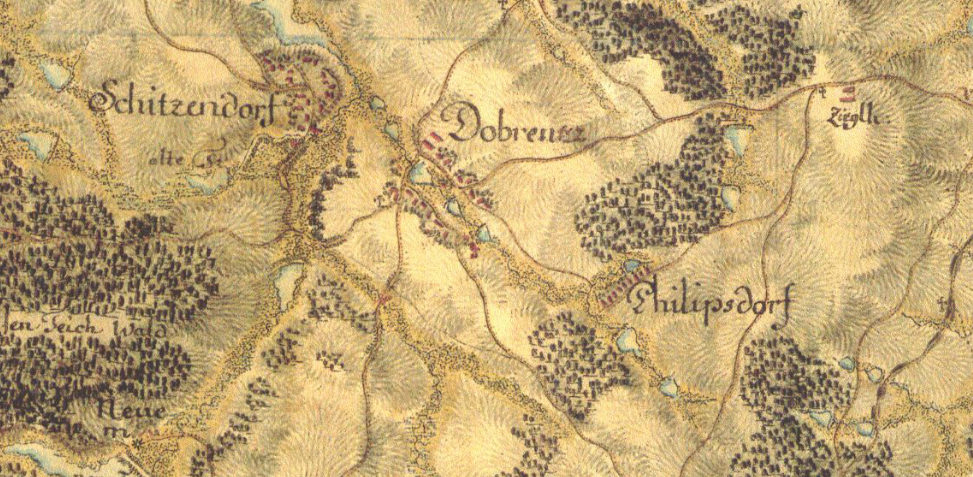
Mapa Dobronína z Prvního vojenského mapování

První písemná zmínka o obci pochází z roku 1351 v listině Ješka Ptáčka z Pirkštejna. Ves tak patřila k střítežskému panství, které do roku 1365 vlastnili pánů z Lipé, po nich panství převzali Lichtenburkové. V roce 1410 přešel majetek na Jana z Leskovce, který obci udělil roku 1441 právo odúmrti. Johann z Pirkštejna daroval tři dobronínské dvory polenskému kostelu, aby tak hradil náklady spojené s udržováním věčného světla. V roce 1467 Trčkové z Lípy koupili střítežský statek i s Dobronínem. Od roku 1483 se za majitele počítal Zich Kobík z Opatova, který zároveň byl vlastník Německého Šicndorfu. V letech 1486–1515 obec vlastnil Hynek Boček z Kunštátu a na Polné, poté se ves vrátila pod majetek Trčků z Lípy. Jan starší Trčka z Lípy prodal roku 1536 Dobronín a Střítež Jihlavě, vyjmuty byly statky čp. 16, 26, 27 a 28, které až do 19. století náležely polenskému panství. V roce 1596 Jihlava nakoupila i Štoky, čímž vzniklo panství Střítež–Štoky, kam patřil i Německý Šicndorf.
Dne 21. června 1625 Dobronín koupil Jan Heidler z Bukové. Po smrti jeho syna Arnošta Ferdinanda Heidlera roku 1683 majetek přešel na rod Pachtů z Rájova. V roce 1720 byla zřízena jedna učebna školy v domě čp. 37. Roku 1725 majetek získal Ludvík Filip ze Sitzendorfu výměnou za Hlohov a přídavek 300 000 zlatých, o deset let později panství přešlo na litoměřického biskupa Mořice Adolfa, vévodu ze Sachsen-Zeits. V roce 1748 majetek zakoupili hrabata z Palmů. Roku 1840 od zadlužených Palmů panství koupil kníže Karel Hohenzollern Sigmaringen.
V roce 1851 byla v Dobroníně postavena zděná škola. V letech 1869–1880 spadal Dobronín pod soudní okres Polná, V roce 1871 tu začala fungovat železniční stanice, o pět let později v původní části Německý Šicndorf podnikatel Jaroslav Pittner z původní provazárny vytvořil sklárny a brusírnu. Od roku 1880 obec spadala pod okres Německý Brod. Dva kilometry za obcí založil polenský podnikatel Jaroslav Pittner roku 1888 osadu Cihelna, kde nechal vystavět parostrojní cihelnu a několik domů pro její zaměstnance. Od 1. srpna 1890 začala fungovat úřadovna pošta. V roce 1891 vznikl spolek Dělnická beseda, o rok později Hospodářský spolek a roku 1898 sbor dobrovolných hasičů. V roce 1904 byl zahájen provoz na lokální trati Dobronín – Polná. Po roce 1918 v obci vyvíjela činnost Národní jednota pošumavská (NJP), která se snažila „počešťovat“ obec s většinovým německým obyvatelstvem. NJP podpořila vznik menšinové české školy roku 1919.

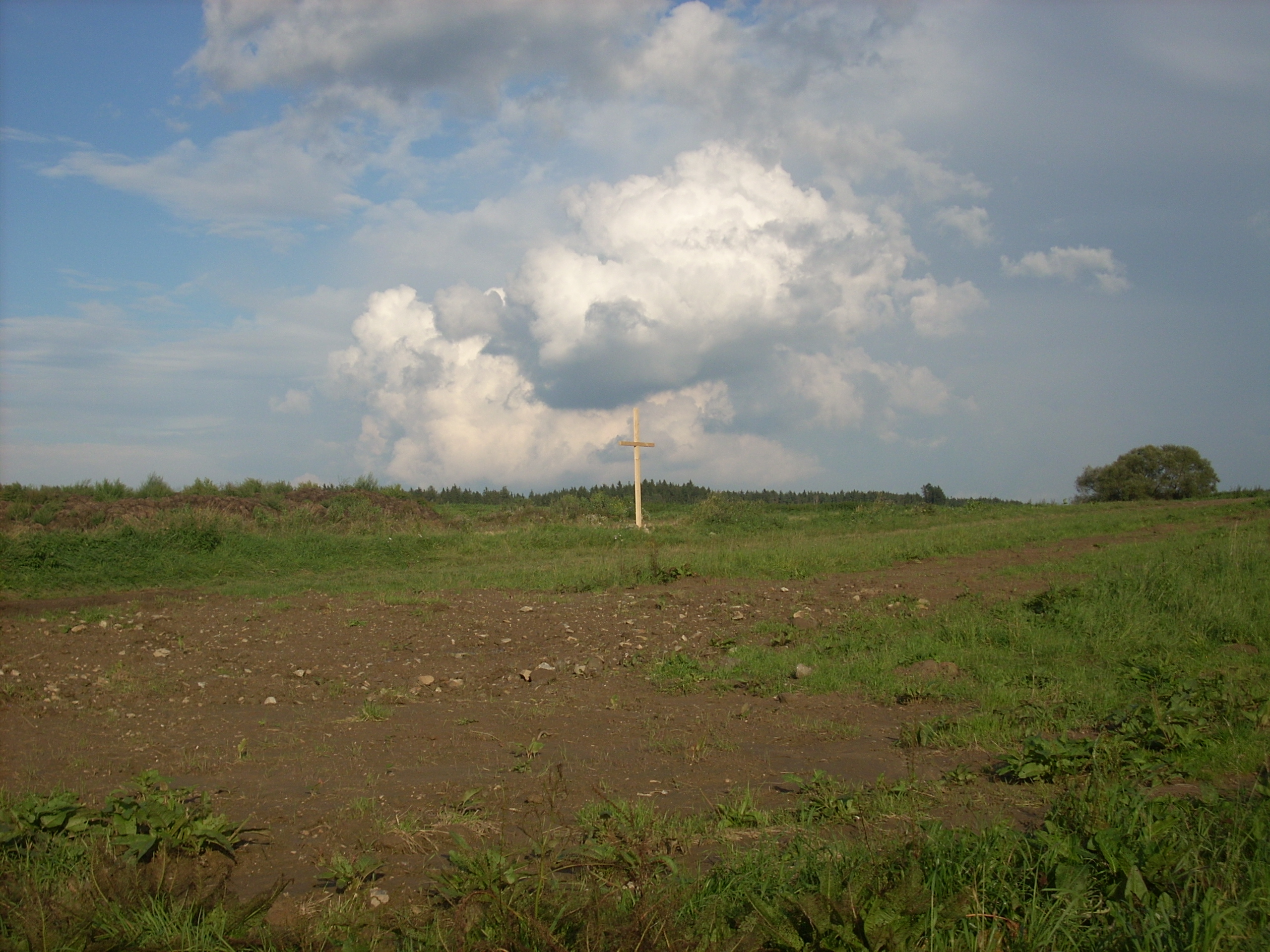
Místo vraždy Budínka se zahrnutým výkopem a dřevěným křížem

Dne 5. května 1945 na zdejším nádraží stál naložený německý vlak a vojenský vlak z Vratislavi. Ten den byl ustaven revoluční národní výbor v čele s Peregrínem Bernardem. Dne 9. května přijely první tanky Rudé armády a rumunské armády. Pravděpodobně v noci z 26. na 27. května byli v šicndorfské hasičské zbrojnici internovaní obyvatelé německé národnosti odvedeni na louku Budínka, kde byli zavražděni. Většina obětí byli českoslovenští sedláci německé národnosti z Dobronína a okolních vesnic. Vzhledem k následnému odsunu obyvatel německé národnosti, válečným zmatkům a nástupu komunismu v únoru 1948 se na tyto události zapomnělo.
Domy po odsunu německých obyvatel po druhé světové válce v roce 1945 byly přiděleny českým osídlencům. Dne 14. prosince 1948 Zemský národní výbor rozhodl o sloučení obcí Dobronín a Německý Šicndorf do jednoho celku pod názvem Svobodín, ten 8. ledna 1950 ministerstvo vnitra změnilo na úřední název Dobronín–Střelecká. V roce 1951 místní sportovci založili sportovní oddíl TJ Jiskra Dobronín, o rok později byl v akci Z vybudován hřbitov. V roce 1954 byl v lese Obora zřízen muniční sklad. V roce 1955 založeno JZD Dobronín. K pojmenování Dobronín se obec vrátila v roce 1960. Od roku 1961 obec spadá pod okres Jihlava. V roce 1971 byla zde otevřena po pobočka domova důchodců Ždírec. Nová školní budova byla otevřena 5. května 1973. V roce 1985 byla uzavřena železniční dráha do Polné. K 30. červnu 1992 zanikly místní jesle. V roce 2002 obec obdržela právo užívat znak a vlajku. Dne 1. dubna 2007 byl uzavřen provoz skláren. V únoru 2009 byly zavedeny názvy ulic. V roce 2010 byla uzavřena pobočka Domova důchodců Ždírec.
Na základě trestního oznámení, které podal v roce 2009 novinář Miroslav Mareš, o masovém hrobě obyvatel německé národnosti na louce Budínka policie v srpnu 2010 nalezla 109 lidských kostí. Den po zahájení vykopávek sem dobronínští občané Milan Litavský a Jiří Kazatel umístili třímetrový dřevěný kříž, který neznámý pachatel mezi 15. a 16. březnem 2011 zničil. V druhém hrobě v lokalitě u železničního viaduktu přes Zlatý potok archeologové nalezli ostatky tří osob. V červenci 2011 na místě zničeného kříže na Budínce Milan Litavský vztyčil nový – čtyřmetrovou konstrukci z traverz a červeně natřeného dřeva. Na základě porovnání DNA z kostí obětí a pozůstalých v Německu bylo identifikováno jedenáct osob. Pohřeb dvanácti nalezených obětí se uskutečnil 15. září 2012 na Ústředním hřbitově v Jihlavě, neboť zastupitelstvo obce Dobronín odmítlo uložení ostatků na místním hřbitově. V říjnu 2013 státní zastupitelství po několikaletém prošetřování případ Budínka odložilo.

## Přírodní poměry
Obec Dobronín leží v okrese Jihlava v Kraji Vysočina 13 km severovýchodně od krajského města Jihlava, 5,5 km západně od Polné, 6 km východně od Štoků, 5 km jižně od Kamenné, 4 km severně od Stříteže a 3 km severozápadně od Ždírce. Rozloha obce činí 13,73 km², z toho zaujímá orná půda 7,08 km², zahrady 0,29 km², trvalé travní porosty 1,24 km², zemědělská půda 8,62 km², lesní půda 3,5 km², vodní plochy 0,19 km², zastavěné plochy 0,23 km² a ostatní plochy 1,19 km².

### Geologická stavba, reliéf a půdy
Z geologického hlediska je území součástí Českého masivu. Z hornin převažuje převažuje pararula, migmatit, sprašová hlína, kamenitý až hlinito-kamenitý sediment a granit. Geomorfologicky je oblast součástí Česko-moravské subprovincie, konkrétně Hornosázavské pahorkatiny a jejího podcelku Jihlavsko-sázavské brázdy, v jehož rámci spadá pod geomorfologický okrsek Dobronínská pánev. Průměrná nadmořská výška činí 475 metrů. Nejvyšší bod ve výšce 533 metrů leží 300 metrů východně od Filipovských Chaloupek. Nejnižší bod se nachází v nadmořské výšce 465 metrů u mostu přes Zlatý potok na silnici č. 348 naproti budovám bývalých skláren.
Na převážné části území se vyskytuje pseudoglejová půda, okolo vodních toků gleje a blízko nich kambizemě.

### Vodstvo a podnebí

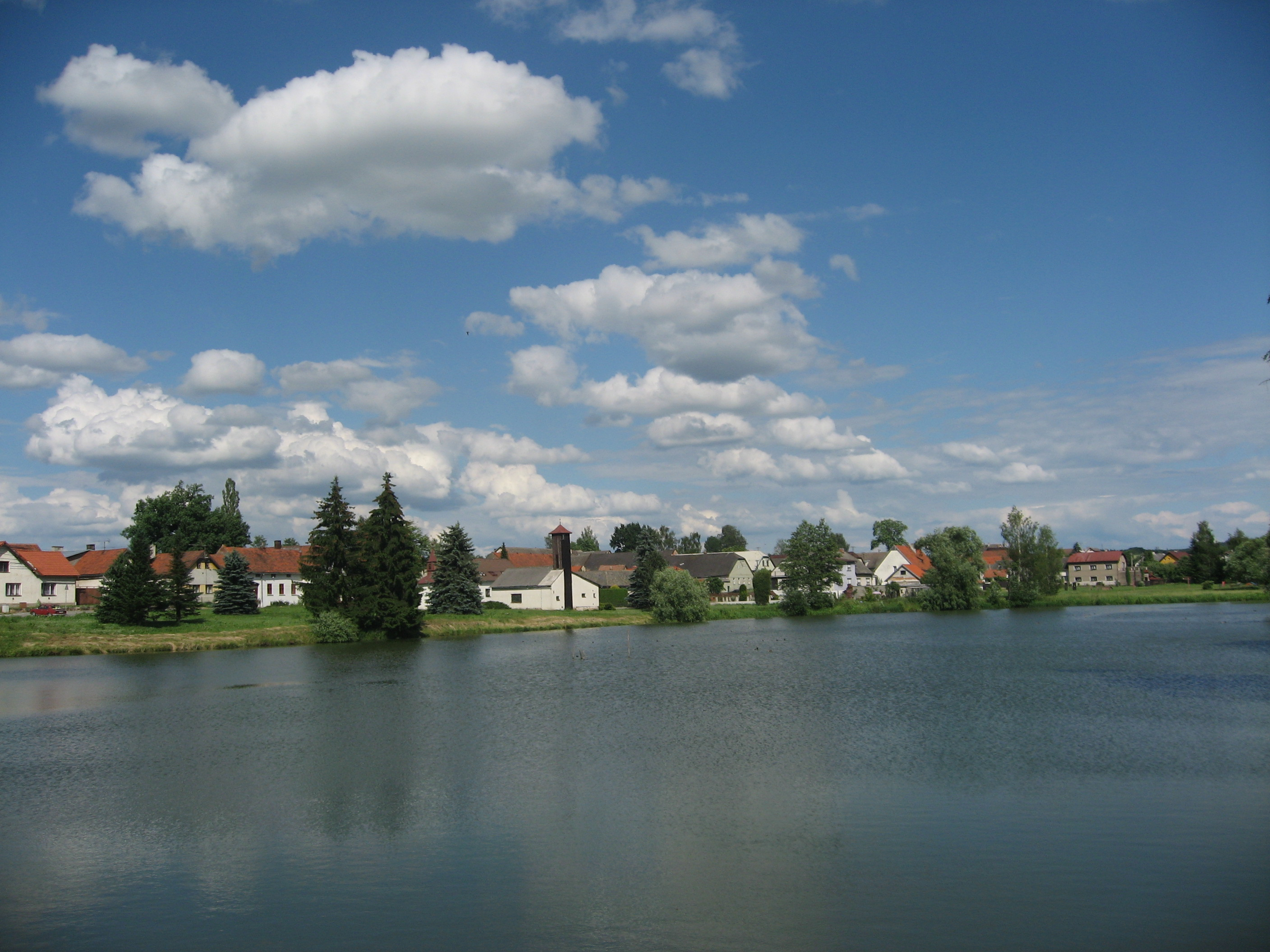
Návesní rybník

Dobronínem protéká několik potoků. Do Zlatého potoka, který na území Dobronína vstupuje z jihu nejprve nedaleko rybníka Valchař z pravé strany vtéká Ždírecký potok, dále pak v zatáčce naproti budovám bývalých skláren se do Zlatého potoka vlévá z levé strany Mlýnský, do něhož se na východním okraji Dobronína nedaleko vojenského prostoru vlévá Zvonějovský potok. Nedaleko železničního viaduktu do Zlatého potoka z pravé strany vtéká Filipovský potok. Území obce tak patří k úmoří Severního moře. V centru obce se nachází několik rybníků, na Filipovském potoce na ulici Polenská leží Návesní rybník, největší rybník obce, Valchař, se nachází na Zlatém potoce nedaleko železniční trati. Kilometr jižně od obce se na okraji lesa Holotympl nachází stejnojmenný rybník. Na Zvonějovském potoce u vojenského prostoru leží kaskáda tří rybníků s názvy Trnovka, Horní rybník a Na Hrázi.
V rámci Quittovy klimatické klasifikace se řadí do mírně teplé oblasti MT3, podle Atlasu podnebí ČSR z roku 1958 do okrsku B5 a dle Köppenovy klasifikace podnebí k vlhkému kontinentálnímu podnebí. Dle údajů z nejbližší meteorologické stanice v Přibyslavi činí průměrná roční teplota 6,8 °C a průměrné srážkový úhrn dosahuje hodnoty 692 mm/rok. Průměrný roční sluneční svit je 1613 hodin.

### Flora a fauna
V rámci biogeografického členění se řadí k provincii středoevropských listnatých lesů, Hercynské podprovincii, Havlíčkobrodskému bioregionu. Území se nalézá ve fytogeografickém obvodu Českomoravského mezofytika, v okrese 67 Českomoravská vrchovina. Lesy na území obce Dobronín náleží do přírodní lesní oblasti 16 – Českomoravská vrchovina. Obec obklopují jehličnaté, místy také smíšené lesy. Dříve převažovaly buky a jedle, avšak vlivem lesního hospodářství převládá smrk ztepilý. Jižní okraj území Dobronína zasahuje les Holotyml, jihovýchodní část pak Farský les, jihozápadní část pak les Obora s vojenským prostorem, pravou stranu Zlatého potoka za obecním hřbitovem tvoří les Na Skalkách, severovýchodně od obce u osady Cihelna se nachází les Na Kvírách. Potenciálně přirozenou vegetací je biková bučina. Krajinu tvoří pole a louky s trvalým travním porostem. Podél vodních toků rostou olšiny (Alnus) s bledulemi jarními (Leucojum vernum). V lesích se vyskytují borůvky (Vaccinium myrtillus), violky lesní (Viola reichenbachiana) či kapraď samec (Dryopteris filix-mas).
V okolních lesích žijí srnci obecní (Capreolus capreolus) či divočáci (Sus scrofa), z šelem pak kuny lesní (Martes martes) a lišky obecné (Vulpes vulpes). V lesích hnízdí datli černí (Dryocopus martius), žluny šedé (Picus canus), sýkory (Parus), pěnice (Sylvia) či drozdi zpěvní (Turdus philomelos), z dravých ptáků se objevují káně lesní (Buteo buteo). Na vlhkých loukách jsou zastoupeny běžné druhy plazů a obojživelníků, např. zmije obecné (Vipera berus), ještěrky živorodé (Zootoca vivipara), skokani (Rana), ropuchy obecné (Bufo bufo) či čolci (Triturus). U vodních toků žijí typické druhy ryb a rovněž skokani hnědí (Rana temporaria) a mloci skvrnití (Salamandra salamandra). Na rybnících sídlí kachny divoké (Anas platyrhynchos) či lysky černé (Fulica atra). Na území Dobronína se nenachází žádné zvláště chráněné území ani památný strom.

## Obyvatelstvo

### Struktura
Dle sčítání lidu v roce 2011 žilo v Dobroníně trvale 1872 osob, z toho 938 žen. Celkem 1190 občanů se hlásilo k české národnosti, 25 k moravské, 19 ke slovenské, 2 k německé a ukrajinské a po jednom k romské a polské. Podle sčítání 1921 v samotném Dobroníně žilo v 85 domech 687 obyvatel, z nichž bylo 340 žen. 345 obyvatel se hlásilo k německé národnosti, 340 k československé. Při dalším sčítání (1930) tu žilo ve 119 staveních 801 osob, z nichž bylo 419 obyvatel československé a 374 německé národnosti.
| Počet    | 1869 | 1880 | 1890 | 1900 | 1910 | 1921 | 1930 | 1950 | 1961 | 1970 | 1980 | 1991 | 2001 | 2011 | 2018 |
| -------- | ---- | ---- | ---- | ---- | ---- | ---- | ---- | ---- | ---- | ---- | ---- | ---- | ---- | ---- | ---- |
| obyvatel | 708  | 942  | 1193 | 1254 | 1169 | 1376 | 1526 | 1257 | 1437 | 1502 | 1608 | 1757 | 1905 | 1872 | 1869 |
| domů     | 97   | 110  | 116  | 145  | 151  | 166  | 213  | 235  | 239  | 245  | 297  | 310  | 355  | 389  |      |

### Náboženský život
Obec spadá pod římskokatolickou farnost Ždírec, která náleží do děkanství polenského a královéhradecké diecéze. Farnost nemá kněze, duchovní správu vykonává děkan polenské farnosti Zdeněk Krček. Farním kostelem je kostel svatého Václava ve Ždírci. Podle cenzu z roku 2011 se k víře hlásí 269 z 1872 osob, z toho se 143 lidí hlásilo k římskokatolické církvi, 6 k Církvi československé husitské, 2 k Českobratrské církvi evangelické a 1 k Svědkům Jehovovým. 100 věřících své vyznání neuvedlo, 710 osob bylo bez náboženské víry. V roce 1921 zde žilo 646 římských katolíků, 6 evangelíků, 5 příslušníků církve československé husitské a 30 osob bylo bez vyznání. O devět let později se k římskokatolické církvi hlásilo 623 osob, 9 evangelíků, 84 příslušníků církve československé husitské, 3 židé a 81 bez vyznání.

## Obecní správa a politika

### Místní části, členství ve sdruženích
Obec jednu místní část s názvem Dobronín, dvě katastrální území pojmenované Dobronín a Střelecká (bývalý Německý Šicndorf) a tři základní sídelní jednotky (Dobronín, Střelecká a Filipovské Chaloupky.
Dobronín je členem Dobrovolného svazku obcí Mikroregionu Polensko a Místní akční skupiny Českomoravské pomezí.

### Zastupitelstvo a starosta

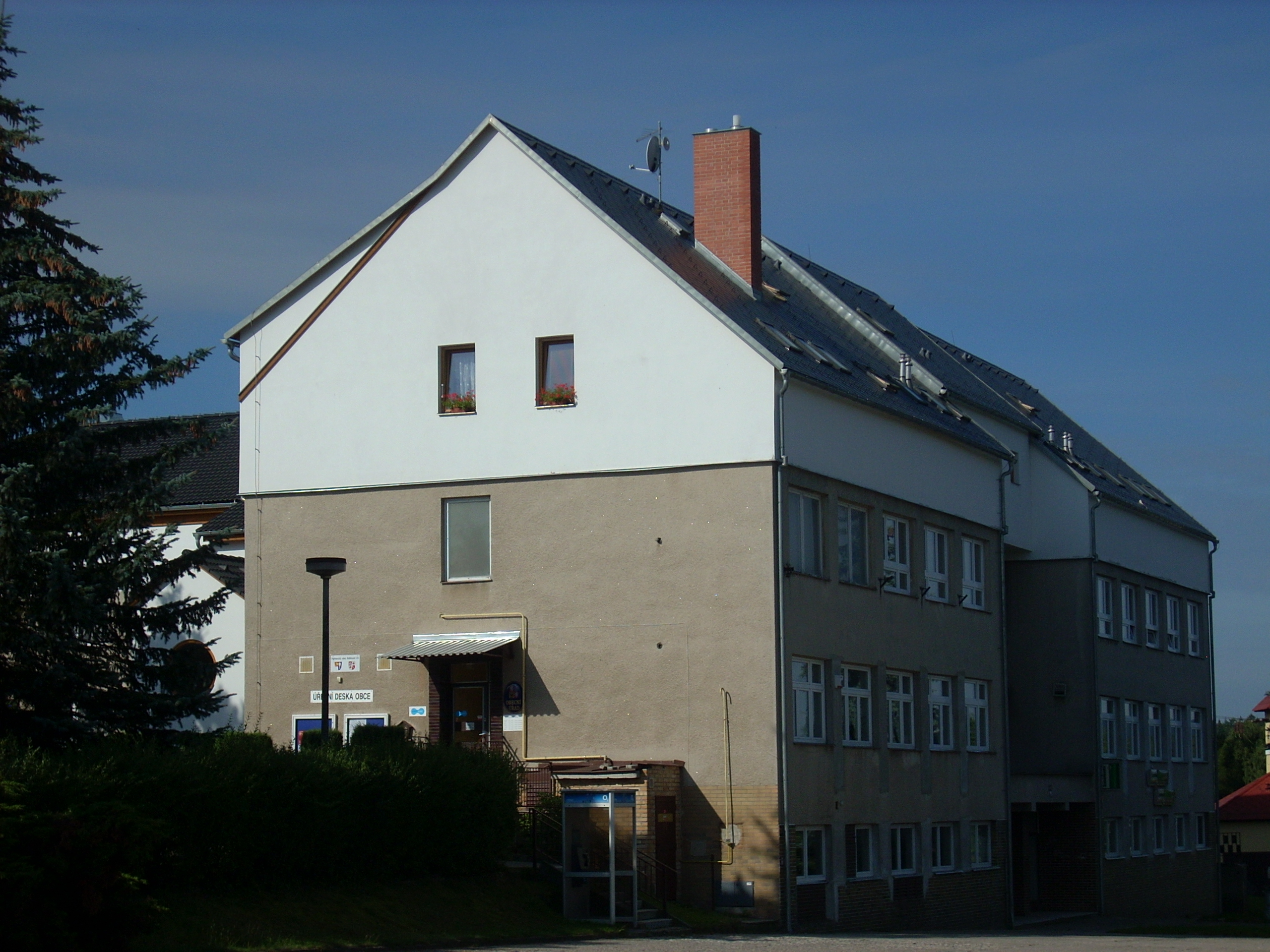
Obecní úřad

Obec má 15členné zastupitelstvo, v čele pětičlenné rady obce stojí starosta. V letech 1994–2012 byl starostou komunista Jiří Vlach, ten 16. ledna 2012 na post rezignoval a starostou se stal Ivan Sehnal ze Sdružení nezávislých kandidátů 2010.
| Období    | Voliči | Účast v % | Mandáty | Výsledky | Starosta                                                |
| --------- | ------ | --------- | ------- | --- | ------------------------------------------------------- |
| 2002–2006 | 1454   | 52,54     | 15      | 6 KSČM 4 SNK 4 ODS 1 KDU-ČSL | Jiří Vlach                                              |
| 2006–2010 | 1479   | 49,90     | 15      | 6 KSČM 4 SNK 4 ODS 1 KDU-ČSL | Jiří Vlach                                              |
| 2010–2014 | 1487   | 54,40     | 15      | 5 Sdruž.nezáv.kand. 2010 4 KSČM 2 ODS 2 NEZÁVISLÍ 1 KDU-ČSL 1 ČSSD | Jiří Vlach (do 16. 1. 2012) Ivan Sehnal (od ledna 2012) |
| 2014–2018 | 1510   | 47,42     | 15      | 9 SNK 2014 3 Hasiči pro obec 2 KSČM 1 KDU-ČSL | Ivan Sehnal                                             |
| 2018-2022 | 1501   | 53,63     | 15      | 9 Sdruž. nezáv. kandid. SNK 2018 2 NEZÁV. KAND. - DOBRONÍN 2018 1 Pro Dobronín 2018 1 Komunistická str.Čech a Moravy 1 Křesť.demokr.unie-Čs.str.lid. 1 HASIČI PRO OBEC | Ivan Sehnal                                             |

### Znak a vlajka
Právo užívat znak a vlajku bylo obci uděleno rozhodnutím Poslanecké sněmovny PČR dne 9. dubna 2002. V červeno-modře polceném štítě vpravo nad stříbrnou kvádrovanou hradbou s cimbuřím z poltící linie vyskakuje zlatý býk, vlevo se nachází stříbrné ciborium. Vlajku tvoří tři svislé pruhy, bílý zubatý, červený a modrý (poměr 1:2:1). Z modrého pruhu vyskakuje půl žlutého býka, bílý pruh má čtyři zuby a tři stejné mezery. Vlajka má rozměr šířky ku délce v poměru 2:3.

## Hospodářství a doprava

### Hospodářství

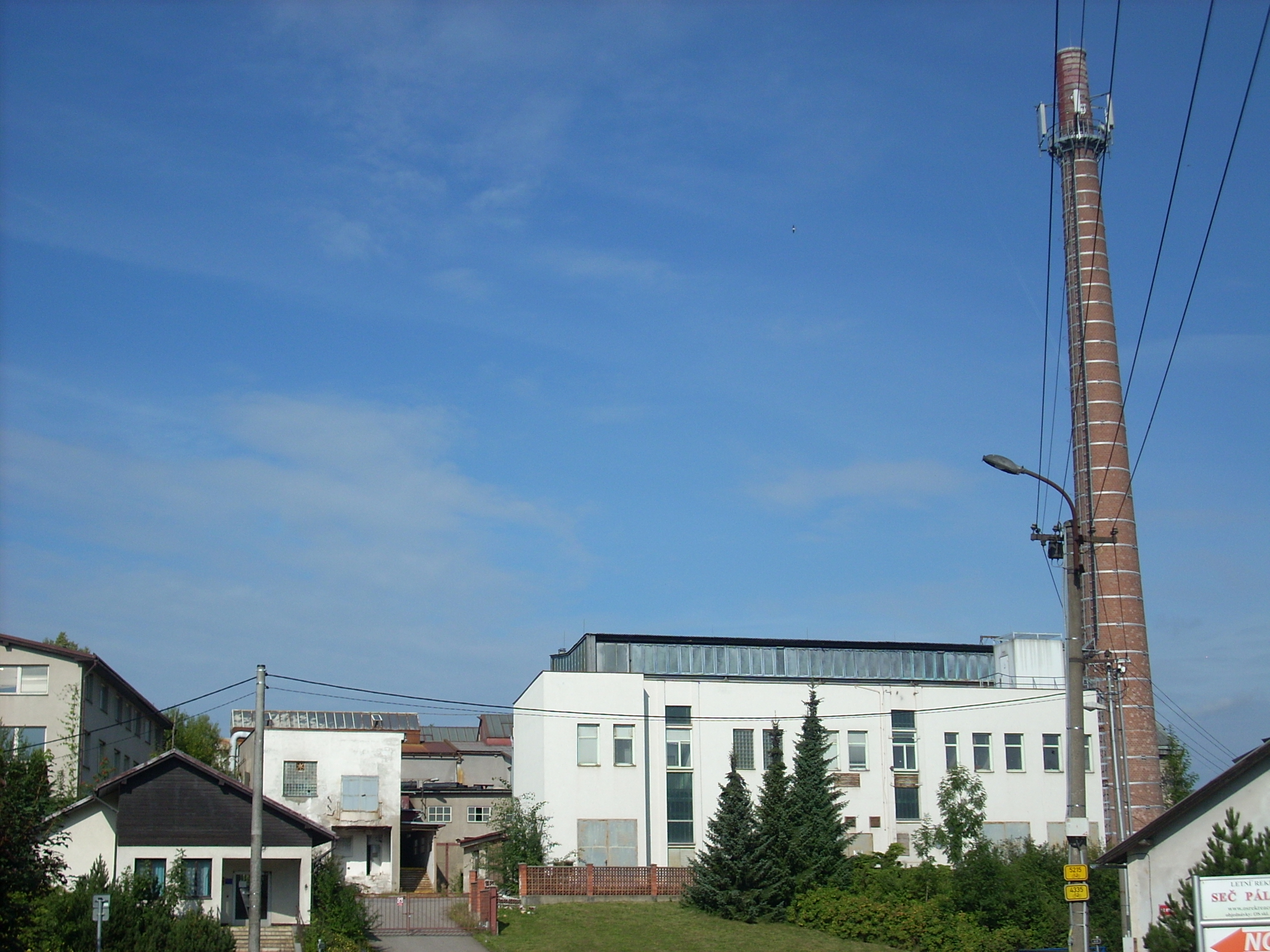
Budova skláren

V Dobroníně působí několik obchodních společností a drobných podnikatelů. V roce 2011 zde mělo sídlo 332 podnikatelských subjektů. Zemědělské pozemky obhospodařují soukromí rolníci, Zemědělské družstvo Dobronín a akciová společnost Dobrosev, kde bylo k únoru 2013 zaměstnáno 75 lidí. Dobrosev provozuje bioplynovou stanici a mléčnou farmu. Agropodnik Jihlava vyrábí bionaftu v osadě Cihelna. Ranč Ztracená podkova se věnuje chovu koní a od července 2013 provozuje naučnou stezku O koních.
V původní části Německý Šicndorf podnikatel Jaroslav Pittner z továrny na výrobu provazů v roce 1876 vytvořil sklárny a brusírnu. Ty se původně zabývaly hlavně produkcí broušeného olovnatého křišťálu. Během druhé světové války zde pracovalo 560 dělníků. Po roce 1989 se z firmy stala pobočka jihlavských skláren Bohemia. Sklárny svou činnost ukončily 1. dubna 2007. V roce 2019 započala jejich demolice která se stále provádí podle plánu zde se na vybudovat rekreační centrum nebo byty, majitel tu zde chce nechat kancelářskou budovu a dále také vrátnici. Dne 21. srpna 2010 část budov vyhořela. Z výrobních společností zde sídlí Novatop, který se zabývá výrobou a prodejem ekologických paliv, Machstav, jenž se specializuje na izolace budov, společnost Magry, nabízející krby a kachlová kamna, a minipivovar Dědkovo pivo. V souvislosti se sklárnami zde sídlily dvě kartonážky, SCA Packiging se v roce 2007 přesunula do areálu firmy Jipocar ve Stříteži a firma Iros, s r. o., která sídlí v areálu Agropodniku Jihlava v Cihelně. V Cihelně své sídlo má i autodopravce Refit 95.
Svou živnost zde provozují řezník, truhlář, dvě autoopravny, zámečnictví, čalouník, provozovatel dodávkové autodopravy, výrobce uměleckého skla, 2 instalatéři, taxikář, 2 kosmetičky, kadeřnictví, manikúra, relaxační masáže a pedikúra. Sídlí zde firma poskytující stavební práce, internetový obchod se stavebnicemi a prodejce stínicí a garážové techniky. Sídlí zde dva obchody s potravinami (Jednota Velké Meziříčí, Potraviny Matějíček) a jeden s textilem Nákupní centrum - levné zboží. V roce 2011 zde byly šest restauračních zařízení hospoda Na Zatáčce, restaurace U Milušky, SNACK Sedláček, Hospoda Na tahu, Hospoda U Lípy a sport-bar TJ Jiskra. Od roku 1971 v budově bývalé školy v Německém Šicndorfu sídlila pobočka Domova důchodců Ždírec s 28 lůžky, po zrušení v roce 2010 obec budovu odkoupila a rozhodla se zde vybudovat byty. V budově zdravotního střediska, kde služby poskytují všeobecný, dětský a zubní lékař, sídlí také úřadovna České pošty.
Ve vojenském prostoru v lese Obora se nachází zásobovací středisko Základny munice Armády České republiky Týniště nad Orlicí, to zde bylo zřízeno jako muniční sklad 52. dělostřelecké základny v roce 1954.

### Doprava

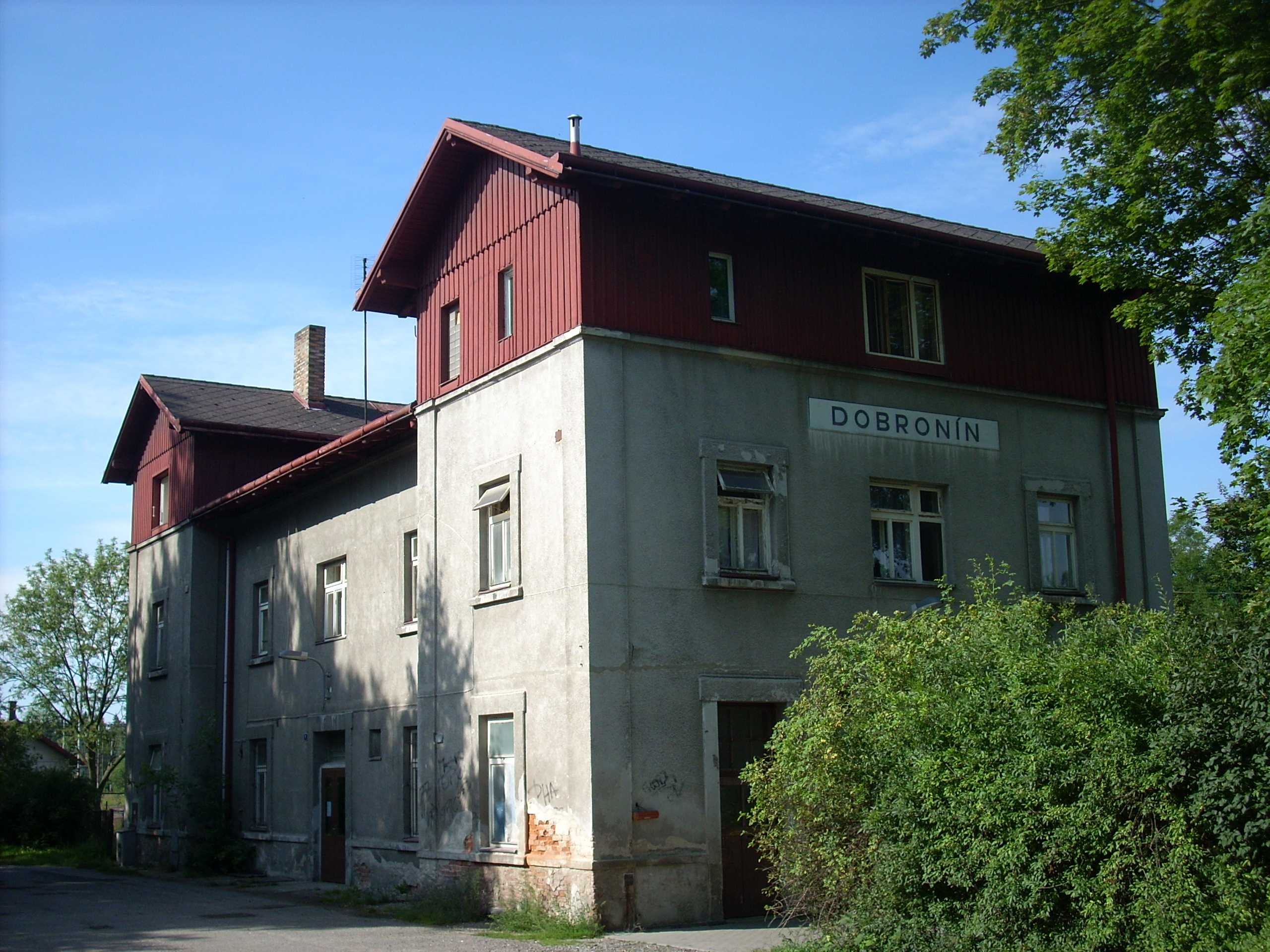
Budova železniční stanice

Obcí prochází silnice druhé třídy č. 348 z Polné do Štoků. Z té půl kilometru za Dobronínem odbočuje silnice třetí třídy č. 34815 do Kamenné. Do Stříteže vede komunikace třetí třídy č. 34819 a do Ždírce silnice třetí třídy č. 3526. Dopravní obslužnost obce je zajišťována silniční autobusovou dopravou dvou dopravců ZDAR, a. s. a ICOM Transport a železniční osobní dopravou. Autobusy jezdí ve směrech na Jihlavu, Polnou, Měřín, Přibyslav a Žďár nad Sázavou. Vesnicí prochází železniční trať číslo 225 spojující Havlíčkův Brod s Jihlavou. Železniční stanice se nachází v blízkosti skláren a původně nesla označení Polná–Štoky. Lokální trať Dobronín–Polná dlouhá 6 km byla v provozu v letech 1904–1985, do roku 2009 po trati příležitostně jezdily historické vlaky. Trať je v havarijním stavu a Správa železniční dopravní cesty ji v roce 2013 nabízela novým přepravcům. Obcí prochází cyklistické trasy č. 4336 přes Polnou do Nížkova, č. 4335 přes Kamennou do Přibyslavi a č. 5215 okolo Luk nad Jihlavou ze Ždírce do Štoků.

## Společnost

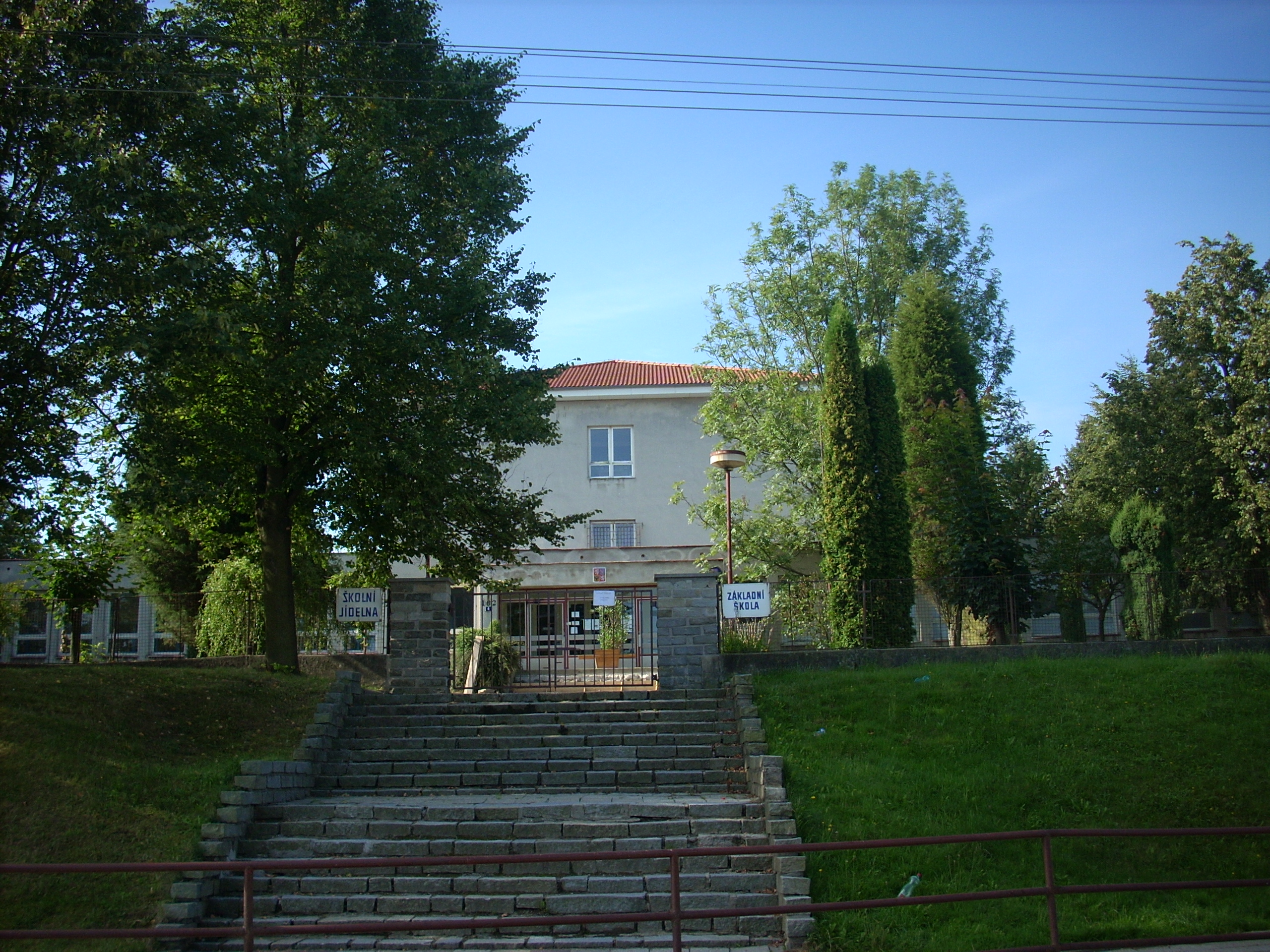
Základní škola

V obci sídlí mateřská a základní škola. Mateřská škola má kapacitu 75 dětí, základní školu navštěvuje okolo 350 dětí. V roce 1720 byla zřízena jedna školní učebna v domě čp. 37, do té doby děti docházely do ždírecké školy. Roku 1769 byla postavena dřevěná školní budova s jednou učebnou. Školu v roce 1798 navštěvovalo 70 dětí. Roku 1851 byla dřevěná budova v havarijním stavu prodána a postavena nová, zděná. V Německém Šicndorfu byla postavena škola v roce 1880 a docházelo sem 82 dětí. Roku 1882 byla přistavěna druhá třída, kde se učilo až do roku 1973. V roce 1892 docházelo do školy 220 dětí. Roku 1928 byla otevřena „měšťanka“. Nová školní budova otevřena 5. května 1973. K 30. červnu 1992 zanikly místní jesle.
Ve školní budově sídlí veřejná a školní knihovna. Vedle obecního úřadu se nachází kulturní dům. Působí zde několik spolků: Klub dobronínských žen, ochotničtí divadelníci Zmatkaři, kteří vznikli v roce 1993 a účastní se festivalů amatérských divadel, kde obdrželi několik ocenění. Svazarm vznikl v Dobroníně roku 1961, v jehož rámci byl založen Autoklub Dobronín, který stále funguje. Po roce 1990 v jeho rámci vznikl Veteránklub, každoročně pořádají závod Dobronínský kosočtverec a ples Sbor dobrovolných hasičů v Německém Šicndorfu byl založen v roce 1896, v Dobroníně roku 1898 (podle jiných zdrojů 1895). Hasiči každoročně pořádají soutěž „O pohár starosty obce“. Sbor má družstvo mužů, žen a mladých hasičů.
Ke sportovnímu vyžití slouží tělocvična základní školy, dvě fotbalová hřiště (asfaltové a zatravněné), pět kurtů pro tenis a volejbal a hřiště pro plážový volejbal v zahradě základní školy. Tělocvičná jednota Dobronín byla založena v roce 1951 a má tři oddíly. Fotbalový oddíl se skládá z dvou družstev mužů, jejichž tým A hraje krajský přebor I. A třída mužů skupinu B,, pro výchovu mladých vznikla tři družstva – dorostenci, žáci a přípravka. Pro starší hráče je určeno družstvo matadorů. Od roku 1993 se zde pořádá každoroční mezinárodní volejbalový turnaj juniorek Volejbal Cup Dobronín (do roku 2007 nesl na počest místních skláren název Bohemia Crystal Cup). Od roku 1997 se zde koná Noční volejbalový turnaj smíšených družstev. Třetí oddíl se nazývá Sport pro všechny a v jeho rámci jsou organizovány sporty jako aerobic, tenis, nohejbal či hokej.

## Pamětihodnosti

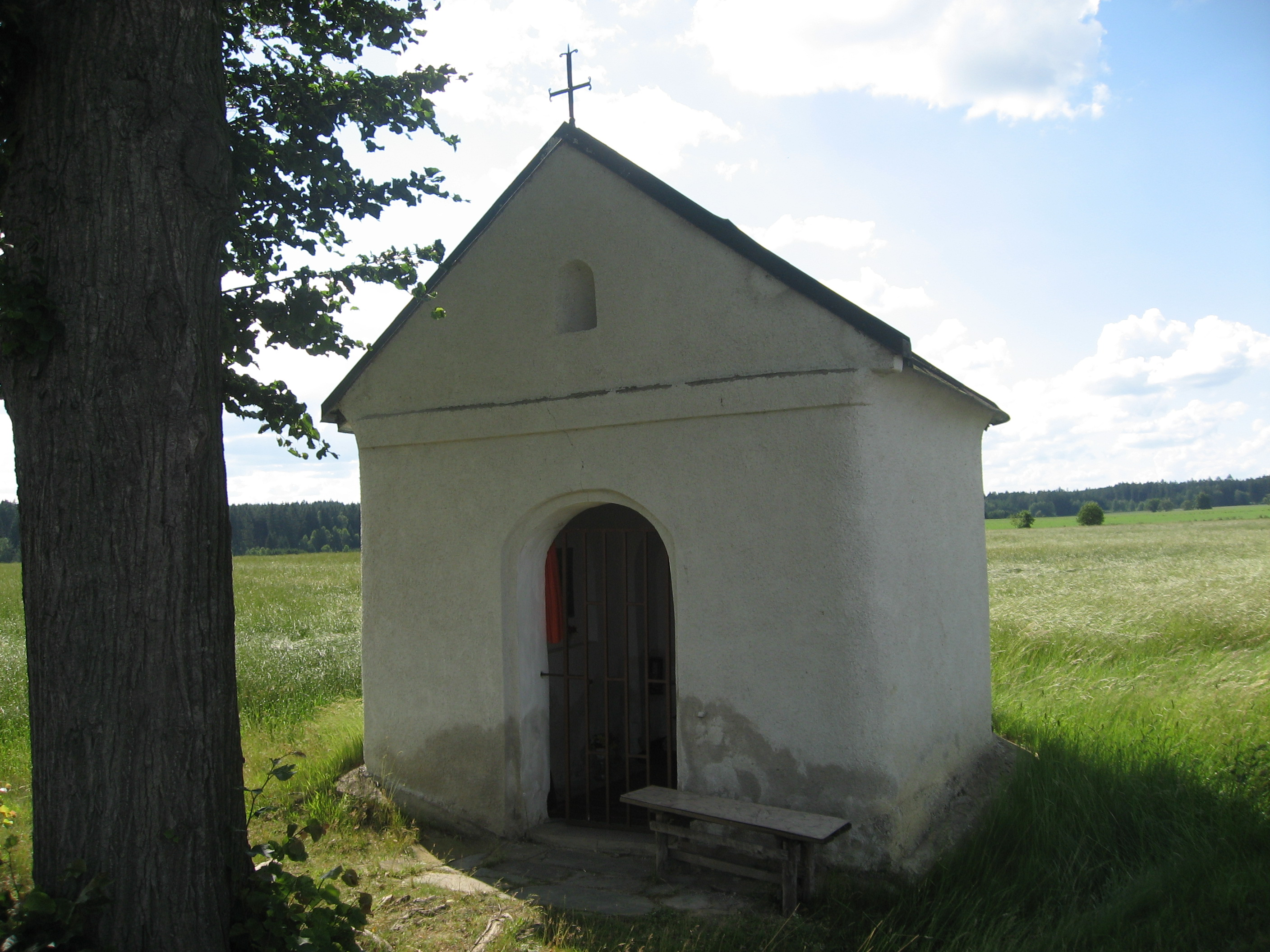
Kaple u silnice na Štoky

- Kaple stojí mezi dvěma stromy na levé straně silnice druhé třídy č. 348 na Štoky. Stavba není datována, ale je o ní zmínka ve farní kronice obce Ždírec z roku 1836. Mohutná stavba s obdélníkovým půlkruhověuzavřeným půdorysem a nikami pro sochy má oplechovanou střechu a hrubou bílou omítku. V interiéru se nachází obrazy a socha Panny Marie. Kulturní památkou se kaple stala před rokem 1988.[4][85]
- Mariánská kaplička se nachází v ulici Ždírecká na levé straně komunikace č. 3526 do Ždírce. Stavba není datována, ale je o ní zmínka ve farní kronice obce Ždírec z roku 1836. Drobná barokizující lidová stavba má obdélníkový půdorys, bílou omítku a červenou oplechovanou střechu. Stojí na vyšším soklu v okolní zeleni. V interiéru se nachází obrazy a socha Panny Marie.[85]